# هرمان كمبر
هرمان كمبر (بالألمانية: Hermann Kemper)‏ هو مخترِع ومهندس ألماني، ولد في 5 أبريل 1892 في Nortrup ‏ في ألمانيا، وتوفي في 13 يوليو 1977.